# François Picard
François Picard (26 de abril de 1921 – 29 de abril de 1996) foi um automobilista francês que participou do GP de Marrocos de 1958 de Fórmula 1.